# Das Leben des Emile Zola
Das Leben des Emile Zola (Originaltitel: The Life of Emile Zola) ist ein unter der Regie von William Dieterle entstandener Spielfilm aus dem Jahr 1937. Der Film erzählt die Lebensgeschichte des französischen Schriftstellers und Journalisten Émile Zola und insbesondere dessen Auftreten in der Dreyfus-Affäre. Das Leben des Emile Zola erhielt 1938 den Oscar für den Besten Film.

## Handlung
Zu Beginn des Films lebt Zola mit seinem Freund, dem Maler Paul Cézanne, in einer ärmlichen Pariser Mansarde. Zufällig begegnet er der Prostituierten Nana, welche nach einer Razzia auf der Flucht vor der Polizei ist. Das inspiriert ihn zu seinem Roman Nana, welcher von den düsteren Seiten der Pariser Gesellschaft handelt und schnell zum Bestseller wird. Weitere erfolgreiche Bücher folgen und Zola gelangt zu schriftstellerischem Ruhm und Wohlstand. Nach der Heirat mit Alexandrine leben sie gemeinsam in einer komfortablen Villa. Eines Tages besucht ihn sein alter Freund Cézanne, welcher immer noch unbekannt und arm ist und Paris verlassen will. Cézanne wirft Zola vor, dass er durch seinen Erfolg selbstgefällig geworden und längst nicht mehr der eifrige Reformer seiner Jugend sei. Neben seinem Privatleben und seinem Aufstieg zum berühmten Mann fokussiert sich der Film vor allem auf Zolas spätes Leben und seine Rolle in der Dreyfus-Affäre:
Ein französischer Geheimagent fängt einen Brief, welcher an einen hochrangigen deutschen Offizier adressiert war, ab. Aus dem Brief geht hervor, dass ein hochrangiger französischer Offizier als Spion für die Deutschen arbeitet. Ohne viel nachzudenken oder zu hinterfragen, entscheiden die französischen Offiziere, dass der jüdische Armeehauptmann Alfred Dreyfus der Verräter sei. Dreyfus wird als Opfer einer Intrige auf die Teufelsinsel verbannt. Später entdeckt der neue Geheimdienstchef Picquart Beweise, dass nicht Dreyfus, sondern der Major Walsin-Esterhazy der Spion sei. Picquart wird jedoch von seinen Vorgesetzten befohlen, über die neuen Beweise Stillschweigen zu bewahren, und bald auf einen anderen Posten versetzt. Auf Bitten von Dreyfus’ ehrenhafter Ehefrau Lucie übernimmt Emile Zola schließlich den Fall um den gefangenen Hauptmann, obwohl er um seinen angesehenen Ruf und sein komfortables Leben besorgt ist und sagt, dass seine Tage als Kämpfer vorüber seien. Doch Lucie besorgt immer wieder neue Beweise, welche nun auch Zola an der Unschuld Dreyfus’ glauben lassen.
Durch die Veröffentlichung seines Artikels J’accuse bezieht Zola Stellung und bringt Beweise gegen die hochrangigen Militärs. Diese stacheln einen Menschenmob an, vor welchem Zola nur mit Mühe flüchten kann. Er wird in der Öffentlichkeit diffamiert und schließlich angeklagt. Sein Anwalt Maitre Labori versucht sein Bestes, doch über die Dreyfus-Affäre darf im Prozess nicht geredet werden und als Zeugen treten nur zahlreiche unter Meineid lügende Offiziere auf, nur Picquart kann nicht mit Meineid aussagen und wird der Lüge bezichtigt. Vor Gericht hält Zola eine flammende Verteidigungsrede, wird aber dennoch für ein Jahr Haft schuldig befunden und muss nach London fliehen. Dort setzt er jedoch seinen Kampf im Justizskandal fort. Schließlich stellt eine neue Militärleitung Dreyfus’ Unschuld fest und fast alle Verantwortlichen verlieren ihre Ämter, werden festgenommen oder begehen Selbstmord; nur der eigentliche Verräter Ferdinand Walsin-Esterházy kann entfliehen. Zola wird rehabilitiert und kehrt nach Paris zurück, nun angesehener als je zuvor. Auch Dreyfus kommt frei.
Am Abend, bevor Dreyfus in seinen alten Rang in einer Zeremonie zurückgeführt wird, schreibt Zola noch spätabends. Er inhaliert giftige Gase aus seinem verstopften Kamin und stirbt an einer Kohlenstoffmonoxidvergiftung.

## Hintergrund
Als Quellen-Material für das Drehbuch diente Zola and His Time von Matthew Josephson. Der Film wurde vom 8. März bis zum 14. Mai 1937 in den Warner Bros. Studios Burbank gedreht. Als Szenenbildner fungierte Anton Grot. Die Uraufführung erfolgte am 11. August 1937 im Hollywood Theatre, New York, Kinostart war am 2. Oktober 1937. In Deutschland war der Film erstmals am 11. Januar 1964 im ZDF zu sehen.

### Synchronisation
| Rolle              | Darsteller         | Synchronsprecher       |
| ------------------ | ------------------ | ---------------------- |
| Émile Zola         | Paul Muni          | Klaus Miedel           |
| Lucie Dreyfus      | Gale Sondergaard   | Eleonore Noelle        |
| Alfred Dreyfus     | Joseph Schildkraut | Klaus Schwarzkopf      |
| Maitre Labori      | Donald Crisp       | Rolf Boysen            |
| Charpentier        | John Litel         | Harald Wolff           |
| Colonel Picquart   | Henry O’Neill      | Ernst Fritz Fürbringer |
| Anatole France     | Morris Carnovsky   | Wolfgang Eichberger    |
| Major Dort         | Louis Calhern      | Gerd Frickhöffer       |
| Paul Cézanne       | Vladimir Sokoloff  | Heinz Engelmann        |
| Georges Clemenceau | Grant Mitchell     | Ernst Schlott          |
| Stabschef          | Harry Davenport    | Paul Friedrichs        |
| Major Henry        | Robert Warwick     | Ernst Konstantin       |
| M. Delagorgue      | Charles Richman    | Hans Nielsen           |
| Kriegsminister     | Gilbert Emery      | Klaus W. Krause        |
| M. Cavaignac       | Montagu Love       | Gustl Datz             |
| Mr. Richards       | Lumsden Hare       | Erik Jelde             |
| Jeanne Dreyfus     | Rolla Gourvitch    | Helga Anders           |

## Rezeption
Das Leben des Emile Zola lässt sich in die vielen Biopic-Pictures einreihen, welche im Hollywood der 1930er-Jahre entstanden.
Zu seiner Entstehungszeit war der Biografie-Film ein großer Erfolg, sowohl bei Kritikern als auch beim Publikum. Nur in Frankreich wurde der Film verboten. Weil der französische Premierminister Édouard Daladier der Ansicht war, der Film würde die „Ehre der französischen Armee verletzen“, wurde er von der offiziellen Auswahl für die Filmfestspiele von 1938 in Venedig zurückgezogen. Auch heute erhält der Film weitgehend positive Rezensionen, so wurde er 2000 ins National Film Registry aufgenommen und als besonders erhaltenswert eingestuft.

„Kein historisch und geistesgeschichtlich orientiertes Porträt, sondern oberflächlich-unterhaltsam; großartig in der Interpretation der Hauptrolle.“

Eine kritische Stimme zum Film kam 2013 vom US-amerikanischen Kritiker David Denby. Er kritisierte, dass die klar antisemitischen Einstellungen gegenüber Dreyfus nicht im Film genannt und ignoriert werden. Damit habe man sich vor dem wachsenden Nazi-Regime in Deutschland geschützt.

## Ehrungen
Oscarverleihung 1938
- Bester Film
- Bester Nebendarsteller: Joseph Schildkraut
- Bestes Originaldrehbuch: Heinz Herald, Géza Herczeg und Norman Reilly Raine
- nominiert:
  - Bester Hauptdarsteller: Paul Muni
  - Beste Filmmusik: Max Steiner
  - Bestes Szenenbild: Anton Grot
  - Beste Regieassistenz: Russ Saunders
  - Beste Regie: William Dieterle
  - Bester Ton: Nathan Levinson
  - Beste Originalgeschichte: Heinz Herald und Géza Herczeg

Library of Congress
- Aufnahme in das National Film Registry 2000